# Jean François Boissonade de Fontarabie
Pour les articles homonymes, voir Boissonade et Fontarabie (homonymie).
Jean François Boissonade de Fontarabie, né à Paris le 12 août 1774 et mort à  Passy le 8 septembre 1857, est un helléniste français.

## Biographie
Originaire d'une famille de Gascogne, il fait ses études au collège d'Harcourt de Paris. Il entre dans l'administration en 1792 en étant rattaché au ministère des Relations extérieures puis il devient secrétaire de préfecture de la Haute-Marne en 1795. Il contribue en tant que critique littéraire au Magasin encyclopédique d'Aubin-Louis Millin de Grandmaison, au Journal des Débats et au Mercure de France.
Après avoir débuté comme helléniste en 1806 par une édition des Héroïques de Philostrate, il est nommé assistant de littérature grecque de Pierre-Henri Larcher à la Sorbonne en 1809, puis il remplace ce dernier en devenant professeur titulaire en 1813. La même année, il est élu membre de l'Académie des inscriptions et belles-lettres. De 1814 à 1826, il participe à 26 soutenances de thèses de doctorat ès lettres en qualité de membre du jury. Il occupe la chaire de langue et littérature grecques au Collège de France de 1828 à 1855. Sa principale contribution aux études helléniques est l'édition d'un grand nombre d'auteurs appartenant pour la plupart à l'antiquité tardive.
Jean François Boissonade a également contribué aux Notices des manuscrits de la Bibliothèque impériale et à la Biographie universelle de Louis-Gabriel Michaud.

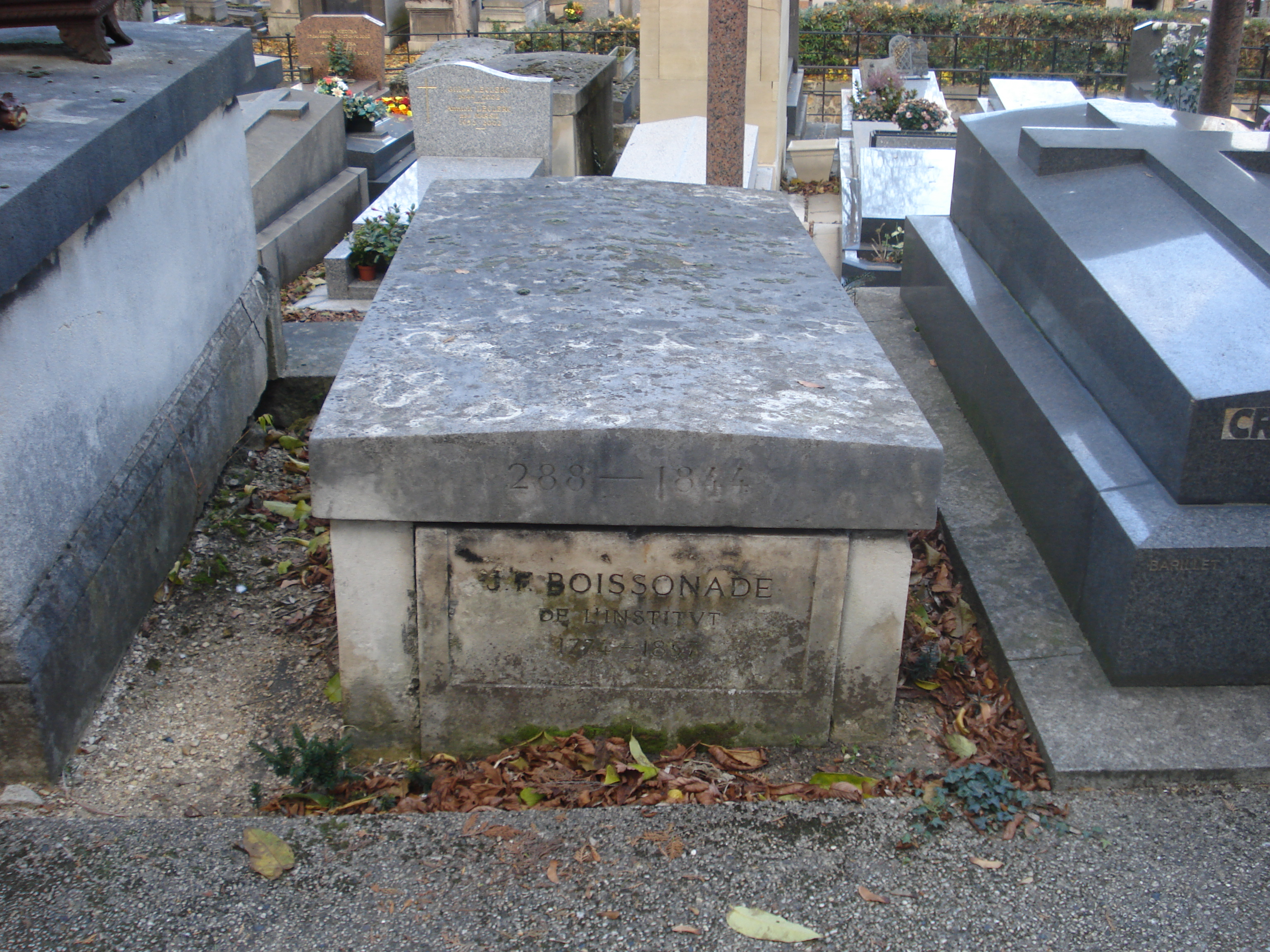
Tombe de Jean François Boissonade de Fontarabie - Cimetière Montmartre

Époux de Marie-Rose-Angélique Boutry, mariage le 22 juillet 1856 à Paris, il est le père de Gustave Émile Boissonade (ce dernier étant né Gustave Émile Boutry à Vincennes et légitimé ensuite, registre de Vincennes, naissances 1825, acte n° 55, vue 12/78)

## Principales publications
Textes grecs et latins
- Philostrate : Héroïques (1806) et Lettres (1842)
- Tombe de Jean François Boissonade de Fontarabie - Cimetière MontmartreMarinus : Vie de Proclus (1814)

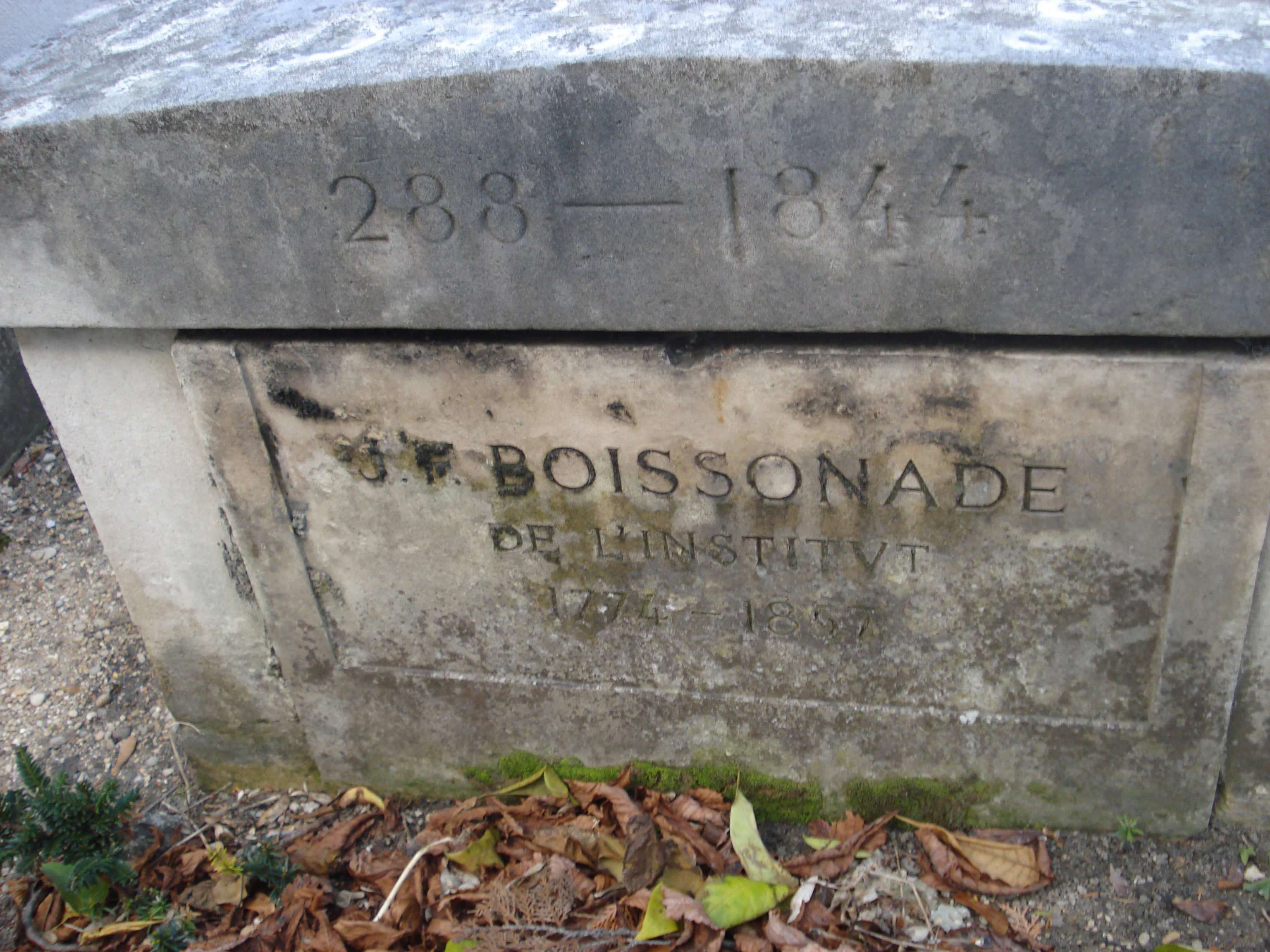
Tombe de Jean François Boissonade de Fontarabie - Cimetière Montmartre

- Tiberius Rhetor : Des figures de Démosthène (1815)
- Lukas Holste : Lettres (1817)
- Nicetas Eugenianus : Drosilla et Charicles (2 volumes, 1819)
- Aelius Herodianus : Catégories (1819)
- Eunape : Vie des philosophes et des sophistes (1822)
- Aristénète : Lettres (1822)
- Ovide : Métamorphoses (1822). Texte en ligne
- Nouveau Testament (2 volumes, 1824)
- Livre de Sindbad (1828). Recueil de fables attribuées au philosophe persan Sindbad, traduit du syriaque en grec byzantin.
- Platon : Gorgias (1834)
- Énée de Gaza : Dialogue sur l'immortalité de l'âme et la résurrection des corps (1836)
- Michel Psellos : De Operatione Daemonum (1838)
- Babrius : Fables (1844)
- Choricius de Gaza : Œuvres diverses (1846)
- Georges Pachymères : Œuvres diverses (1848)
- Diogène Laërce : Vies, doctrines et sentences des philosophes illustres (1850)
- Jean Tzétzès : Allégories de l'Iliade (1851)
- Pindare : Odes (1867)

Compilations de textes grecs
- Poetarum graecorum sylloge (24 volumes, 1823-26). Collection de poètes grecs contenant des textes d'Anacréon, Aristophane, Basile, Callimaque, Eschyle, Euripide, Hésiode, Julien l'Égyptien, Paul le Silentiaire.
- Anecdota Graeca (5 volumes, 1829-1833)
- Anecdota Nova (1844)

Textes français
- Voltaire : Lettres inédites à Frédéric-Le-Grand (1802)
- Fénelon : Aventures de Télémaque, par Fénelon, avec des notes géographiques et littéraires (2 volumes, 1824)
- Évariste de Forges de Parny : Œuvres choisies (1827)

Traduction du portugais
- António Diniz da Cruz e Silva : Le Goupillon, poème héroï-comique (1828)

Varia
- Critique littéraire sous le Premier Empire (2 volumes, 1863). Réédition : Slatkine, Genève, 1970. Publié par Ferdinand Colincamp et précédée d'une notice historique sur Jean François Boissonade par Joseph Naudet. Tome I : Critique grecque, critique latine, curiosités philologiques, biographies. Tome II : Critique étrangère, critique française, morceaux inédits, correspondance, éphémérides.

## Hommage
La rue Boissonade est une rue du 14e arrondissement de Paris.